# 妨害传染病防治罪
妨害传染病防治罪是《中华人民共和国刑法》第三百三十条所规定的罪名。该罪名是指违反传染病防治法规定，造成甲类传染病以及依法确定采取甲类传染病预防、控制措施的传染病传播或者有传播严重危险的行为。

## 现行法律条文
违反传染病防治法的规定，有下列情形之一，引起甲类传染病以及依法确定采取甲类传染病预防、控制措施的传染病传播或者有传播严重危险的，处三年以下有期徒刑或者拘役；后果特别严重的，处三年以上七年以下有期徒刑：
（一）供水单位供应的饮用水不符合国家规定的卫生标准的；
（二）拒绝按照疾病预防控制机构提出的卫生要求，对传染病病原体污染的污水、污物、场所和物品进行消毒处理的；
（三）准许或者纵容传染病病人、病原携带者和疑似传染病病人从事国务院卫生行政部门规定禁止从事的易使该传染病扩散的工作的；
（四）出售、运输疫区中被传染病病原体污染或者可能被传染病病原体污染的物品，未进行消毒处理的；
（五）拒绝执行县级以上人民政府、疾病预防控制机构依照传染病防治法提出的预防、控制措施的。
单位犯前款罪的，对单位判处罚金，并对其直接负责的主管人员和其他直接责任人员，依照前款的规定处罚。
甲类传染病的范围，依照《中华人民共和国传染病防治法》和国务院有关规定确定。
 — 《中华人民共和国刑法》第三百三十条

## 历史
妨害传染病防治罪是1997年公布之《刑法》增设的一个独立罪名，属于妨害社会管理秩序罪中的危害公共卫生罪，适用于惩治违反传染病防治法的规定，引起甲类传染病传播或者有传播严重危险的行为。
2004年，《中华人民共和国传染病防治法》进行了全面修订。此次修订调整了针对甲类传染病的防控策略，依照传染病防治法规定采取甲类传染病控制措施的传染病，其病人、病原携带者、疑似传染病病人及其密切接触者应采取隔离治疗或者必要的医学干预措施。然而其对应的刑法法律条款则未有修改。2020年6月底，全国人民代表大会常务委员会审议《中华人民共和国刑法修正案（十一）》草案。结合新冠肺炎疫情防控经验和需要，此次修正草案对妨害传染病防治罪的相关条款进行修改，将“引起甲类传染病传播或者有传播严重危险”修改为“引起甲类传染病以及依法确定采取甲类传染病预防、控制措施的传染病传播或者有传播严重危险”，扩大了入罪范围，增强法律的原则性与灵活性。该草案补充完善构成犯罪的情形，增加规定了拒绝执行人民政府依法提出的预防控制措施，非法出售、运输疫区被污染物品等犯罪行为。同年12月26日，刑法修正案（十一）通过，修订后的罪名自2021年3月1日起实施。

## 应用
在2020年法律修订前，妨害传染病防治罪仅适用于《传染病防治法》所规定的甲类传染病。2003年SARS疫情暴发后，鉴于非典型肺炎未有列入甲类传染病范围，对“已经发生的一些非典病人逃避治疗、强制隔离等措施而造成传染病传播等行为，有的尽管情节恶劣，造成十分严重的后果”的情形，无法适用妨害传染病防治罪。2003年5月13日公布的《关于办理妨害预防、控制突发传染病疫情等灾害的刑事案件具体应用法律若干问题的解释》第1条，也没有提及妨害传染病防治罪，而适用了法定最高刑为死刑的以危险方法危害公共安全罪。

### 2019冠状病毒病疫情
2020年1月，随着2019冠状病毒病在中国大陆开始暴发，1月20日国家卫健委将该疾病纳入《传染病防治法》规定的乙类传染病并采取甲类传染病的预防、控制措施（即“乙类甲管”）。在疫情初期，办案机关对于妨害疫情防控措施导致疫情传播或有引起疫情传播危险的行为，大多是以以危险方法危害公共安全罪立案侦查的。2月6日，最高人民法院、最高人民检察院、公安部、司法部印发《关于依法惩治妨害新型冠状病毒感染肺炎疫情防控违法犯罪的意见》的通知，除确诊患者、无症状感染者、疑似患者拒绝隔离治疗或者隔离期未满擅自脱离隔离治疗，并进入公共场所或者公共交通工具的仍以危险方法危害公共安全罪处理外，其他拒绝执行卫生防疫机构依照传染病防治法提出的防控措施，引起病毒传播或者有传播严重危险的，以妨害传染病防治罪定罪处罚。《意见》出台后，实务部门逐步将以危险方法危害公共安全罪立案侦查的案件，调整为以妨害传染病防治罪定罪处刑。对于将妨害2019冠状病毒病防治的行为纳入妨害传染病防治罪是否具有正当性存在一定争议，主要争议点是将采取甲类传染病预防、控制措施的传染病传染病认定为甲类传染病是否合理。一些人认为，抗击疫情的同时也必须严格遵守现行法律的规定，在没有相关法律法规、措施等作为支撑时，仅因国家卫健委的公告适用刑罚，与罪刑法定原则相悖。
2020年12月26日，全国人大常委会通过《刑法修正案（十一）》，在总结司法实践的基础上修正了本罪的客观构成要件，将防控对象扩大至依法确定采取甲类传染病预防、控制措施的传染病。该罪作出修订后，妨害该疾病防治的行为可以构成该罪得到了明确。
2022年12月26日深夜，国家卫健委宣布，自2023年1月8日起，解除对新型冠状病毒感染采取的《中华人民共和国传染病防治法》规定的甲类传染病预防、控制措施，转为“乙类乙管”。2023年1月7日，最高人民法院、最高人民检察院、公安部、司法部、海关总署联合出台《关于适应新阶段疫情防控政策调整依法妥善办理相关刑事案件的通知》。自1月8日起对新型冠状病毒感染实施“乙类乙管”之日起，对违反新型冠状病毒感染疫情预防、控制措施的行为，不再以妨害传染病防治罪定罪处罚。目前正在办理的相关案件，依照中华人民共和国刑法、刑事诉讼法相关规定，及时妥善处理。犯罪嫌疑人、被告人处于被羁押状态的，各办案机关应当依法及时解除羁押强制措施；涉案财物被查封、扣押、冻结的，应当依法及时解除。
2023年3月7日，最高人民检察院检察长张军在第十四届全国人民代表大会第一次会议上作工作报告。报告指出，新冠感染“乙类甲管”期间，全国各级检察机关以妨害传染病防治罪起诉542人；情节轻微不起诉的167人。

#### 主要情形
在中国大陆2019冠状病毒病疫情“乙类甲管”期间，根据传染病防治法以及实践情形，对于一般社会公众而言，有下列情形并引起病毒传播或者有严重传播危险的行为，均可以构成妨害传染病防治罪：
1. 确诊患者、疑似患者、无症状感染者、密切接触者，拒不履行指定场所单独治疗、隔离观察及其他防控措施的行为；
2. 拒不配合政府依法对疫点以及相关场所进行的卫生处理、戴口罩、测体温以及其他管制措施等行为；
3. 拒不遵守政府依法采取的限制或者停止集市、影剧院演出或者其他群体性活动的行为；
4. 拒不遵守政府依法采取的停工、停业、停课措施的行为；
5. 拒不遵守政府依法采取的封闭、封存被传染病病原体污染的水源、食品以及相关物品，禁止买卖、捕食野生动物等措施的行为；
6. 拒不遵守政府依法采取的紧急封闭相关场所措施的行为；
7. 不遵守政府依法采取的对出入疫情区或其他区域的人员、物资和交通工具实施卫生检疫、交通管制或封锁等措施的行为。

#### 案例

##### 判决生效且有公开披露
| 涉案主体                             | 判决结果 | 情节描述 |
| ------------------------------------ | --- | --- |
| 苟某                                 | 2020年3月17日，青海省湟中县人民法院一审宣判被告人苟某犯妨害传染病防治罪，判处有期徒刑1年。 | 2020年1月16日，苟某乘坐火车从武汉返回西宁，1月19日就诊。其后苟某谎称已返宁40余天，未按要求登记武汉返回人员信息。1月27日诊断为疑似病例，1月30日被确诊，翌日以危险方法危害公共安全罪立案侦查（2月6日转为妨害传染病防治罪起诉）。因苟某违反防疫规定，造成村民在内的共900余人整体隔离，密切接触人员中3人被确诊感染并住院治疗。该案为中国大陆首例因抗拒疫情防控被立案侦查的案件。 |
| 田某某                               | 2020年3月1日，山东省成武县人民法院以妨害传染病防治罪判处被告人田某某有期徒刑10个月。 | 2019年12月22日，田某某乘坐火车从济宁前往武昌打工。2020年1月9日，田某某返回山东成武县大田集镇家中。1月20日，田某某出现发热、干咳等症状就诊。1月22日，被诊断为肺炎，其后隐瞒到过武昌、汉口的事实，谎称从石家庄返回家中。1月26日，田某某被确诊。因田某某违反防疫规定，故意隐瞒从武昌、汉口返乡的事实，造成医护人员及同病房病人共37人被隔离观察。 |
| 郭伟鹏                               | 2020年4月3日，河南省郑州市二七区人民法院以妨害传染病防治罪判处被告人郭伟鹏有期徒刑1年6个月。 | 2020年2月29日至3月7日，郭伟鹏从郑州出发前往北京，从北京乘飞机经阿联酋阿布扎比中转，先后到意大利米兰、法国巴黎旅行，后乘飞机按原路线返回。3月7日，郭伟鹏从阿布扎比出发经北京返回郑州。回到郑州后，郭伟鹏违反防疫规定，返程次日到单位上班。其间，郭伟鹏出现咽痛、发热等症状，仍多次乘坐公共交通工具，出入公共场所。3月11日，郭伟鹏被确诊，与其密切接触的43人被集中隔离医学观察，其工作单位所在大厦全楼封闭7天。 |
| 常某                                 | 2020年4月3日，北京市房山区人民法院以妨害传染病防治罪判处被告人常某有期徒刑8个月。 | 2020年1月23日，常某获悉武汉即将封城驾车带着妻儿前往长沙，当晚在长沙乘飞机抵达北京，1月24日凌晨返回家中。常某未向社区报告武汉居住史，且不执行居家隔离规定，多次出入公共场所，并乘车往返北京市多区。2月16日，常某的母亲被确诊；18日，常某被确诊为无症状感染者，与其密切接触的28人被隔离。 |
| 吴某某                               | 2020年4月2日，广东省河源市源城区人民法院以妨害传染病防治罪判处被告人吴某某有期徒刑10个月。 | 2020年1月12日至20日期间，吴某某与丈夫刘某某从河源回广水，返乡期间分别参加了亲属的葬礼和婚礼。1月22日二人从广水返回河源。1月26日上午，吴某某因身体不适就诊，其后叮嘱吴某某居家隔离14天。期间，吴某某故意隐瞒其与丈夫从湖北返回及在河源市经营餐饮店的情况，且餐饮店仍继续营业。2月7日，吴某某被确诊。因吴某某不遵守疫情期间隔离等相关规定，导致累计排查与吴某某直接、间接接触者574人，其中173人被不同程度隔离（定点医学隔离10人，集中场所隔离87人，居家隔离76人）。 |
| 冯某某                               | 2020年3月9日，河南省宁陵县人民法院以妨害传染病防治罪判处被告人冯某某有期徒刑8个月。 | 2020年1月22日，冯某某从武汉返回河南省宁陵县孔集乡。25日，村委会干部通知冯某某居家隔离，此后因身体不适三次就诊，且就诊时均故意隐瞒从武汉返乡的事实。其间，范某某在卫生院与冯某某曾同处一诊室。1月30日因发烧被送至宁陵县人民医院治疗，次日被确诊。因冯某某违反疫情防控相关规定，故意隐瞒从武汉返乡的事实，致其密切接触者范某某感染，孔集乡卫生院8名医务人员被隔离。 |
| 章某某、季某某                       | 2020年4月10日，浙江省青田县人民法院以妨害传染病防治罪分别判处被告人章某某有期徒刑9个月；判处被告人季某某有期徒刑8个月。 | 2020年1月15日，季某某从武汉返回浙江省青田县，其后参加了章某某组织的聚会活动，与章某某等32人密切接触。23日季某某发病，25日被确诊，在进行流行病学调查期间隐瞒了1月19日参加聚会活动的事实。1月24日，章某某也因发病多次去医院就诊，期间故意隐瞒与季某某密切接触史。2月4日，章某某被隔离治疗，2月7日被确诊。治疗期间章某某仍故意隐瞒与季某某密切接触史，以及组织聚会与多人密切接触等事实，一直至1月19日才确认。因季某某隐瞒密切接触史，造成32人未被及时隔离；因章某某隐瞒密切接触史，造成113人未被及时隔离，还造成就诊时的医护人员14人、同诊病人等7人被集中隔离观察。 |
| 王某某                               | 2020年4月3日，江苏省淮安市淮安区人民法院以妨害传染病防治罪判处被告人王某某有期徒刑6个月，缓刑1年。 | 2020年1月17日晚，王某某从武汉返回淮安，返回后曾至当地休闲酒店洗浴、过夜。1月19日王某某发病，25日因病情加重就诊，随即被送至淮安市第四人民医院隔离治疗。治疗期间，王某某未如实告知自己曾进入某休闲酒店洗浴的情况，一直至2月3日才承认。因王某某隐瞒活动轨迹，导致相关部门未能及时采取管控措施，共造成38人未被及时采取医学隔离措施。 |
| 吴某某                               | 2020年4月2日，安徽省六安市霍邱县人民法院以妨害传染病防治罪判处被告人吴某某有期徒刑1年。 | 吴某某系安徽省六安市霍邱县周集镇某村卫生室负责人。2020年1月30日至2月10日，吴某某擅自收治未经预检分诊的发热病人刘某某、李某某，并安排在卫生室协助工作的妻子王某为二人输液治疗各5次。吴某某隐瞒收治发热病人的情况，每日向镇中心卫生院上报的收治发热病人数均为零。2月15日至18日，李某某、刘某某、王某先后被确诊。截至3月2日，457人为此被隔离。 |
| 梁某某、任某军、任某辉               | 2020年6月24日，河北省邢台市内丘县人民法院以妨害传染病防治罪分别判处梁某某有期徒刑1年，任某辉有期徒刑11个月，任某军有期徒刑10个月。6月30日任某辉提起上诉，邢台市中级人民法院于2020年9月4日作出裁定，驳回上诉，维持原判。 | 2020年1月15日左右，刘某某发病。1月17日，梁某某、刘某某与女儿、女婿及外孙一家五口驾驶汽车从武汉市洪山区住处返回内丘县某村住处。途中及返回住处后，梁某某及其家人未采取任何防护措施，出入多个公共场所，并在饭店与多人聚餐，与不特定多数人群接触。1月18日，刘某某就诊，并邀请村医每日早晨到家中为其输液至1月23日，后于1月31日出现咳嗽、胸闷症状。2月4日晚，刘某某因病情加重转至邢台市人民医院就诊。2月6日，刘某某被确诊，属危重型患者。2月8日因失去最佳治疗机会而死亡。 梁某某被疾控部门流调期间，故意隐瞒武汉旅居史，直到2月6日刘某某病重后才承认从武汉返乡事实。任某军系内丘县某村党支部书记，其存在隐瞒梁某某从武汉疫区返乡的事实情节，同时告知村主任任某辉让其通知梁某某隐瞒从武汉返乡事实。任某辉同时授意梁某某将其武汉牌照的车辆转移隐藏。 |
| 尹某某                               | 2020年2月11日，湖北省嘉鱼县人民检察院以妨害传染病防治罪对尹某某提起公诉，当庭以妨害传染病防治罪判处被告人尹某某有期徒刑1年。 | 2020年1月23日10时至20时，尹某某在无运营许可证的情况下，先后两次驾驶小型客车接送乘客往返于武汉、嘉鱼两地。2月4日，尹某某被确诊。截至2月7日，与尹某某密切接触的20人被集中隔离。 |
| 韦某某                               | 2020年6月5日，广西壮族自治区来宾市兴宾区人民法院以妨害传染病防治罪判处韦某某有期徒刑1年2个月。 | 韦某某长期在武汉华南水果批发市场某水果行上班，该市场距离华南海鲜市场约2公里。2020年1月23日，韦某某乘坐G439次列车于当日返回来宾。韦某某返回来宾后，未按要求居家隔离，先后多次外出买菜或探亲访友、参加张某某母亲葬礼，并与多人有密切接触。1月30日，韦某某妻子张某某出现咳嗽症状。2月6日，张某某被确诊感染并被隔离治疗，次日韦某某也被确诊感染并被隔离治疗。2月8日，在葬礼期间与张某某密切接触的4人均被确诊感染。2月9日，在葬礼期间与张某某密切接触的4人也均被确诊感染。因韦某某在疫情暴发期间自武汉返回，且与其密切接触的妻子张某某已经确诊感染，2月6日，韦某某居住的小区及周边被封闭；因张某某回老家参加其母葬礼，该村也于同日被封闭，与二人密切接触的122人被集中隔离在酒店进行医学观察。 |
| 孙某某                               | 2020年4月10日，四川省南充市嘉陵区人民法院以妨害传染病防治罪判处孙某某有期徒刑10个月，缓刑1年。 | 2020年1月20日，在武汉某医院从事护工工作的孙某某随家人驾车返回南充市嘉陵区某镇。1月23日上午，孙某某因病情恶化，医生怀疑其疑似感染，要求其隔离治疗，孙某某不听劝阻逃离医院，并乘坐客车返回某镇，车上接触多人。1月23日14时许，工作人员将孙某某强制隔离治疗。孙某某在被确诊和收治隔离后，仍隐瞒真实行程和活动轨迹，导致疾控部门无法及时开展防控工作，大量接触人员未找回。有21人被隔离观察，某镇2、3、4社三个社区被封闭。 |
| 王某                                 | 2021年1月，北京市顺义区人民法院以涉嫌妨害传染病防治罪判处被告人王某有期徒刑2年6个月。 | 王某及其家庭成员租住在顺义区赵全营镇联庄村，是当地“小饭桌”的负责人。2021年1月初，王某及其妻子马某先后出现发热等症状，且未按疫情防控要求向村委会报告，自行到药店买药服用，并到私营诊所输液治疗三日。其间，王某还出入多处公共场所。同月8日上午，王某就诊被医护人员询问情况时均未如实回答，致使医院未及时采取隔离诊疗措施。次日，王某被确诊。与王某密切接触的927人均被采取隔离措施。王某同住家属6人中，2人被确诊为普通型病例，4人被确诊为无症状感染者；“小饭桌”的2名学生及1名学生亲属也被确诊。 |
| 李某                                 | 2021年1月17日，黑龙江省密山市人民法院以妨害传染病防治罪判处李某有期徒刑1年。 | 2020年11月10日12时，李某与俄罗斯货运司机安德烈联系，转交替安德烈购买的汽车配件，并受高某某委托从安德烈处接收物品，伴有直接交付现金等行为。李某将物品放置其驾驶的车辆内，先后到达密山市内多个场所活动，期间大部分时间未采取防护措施。11月10日21时许，安德烈核酸检测结果为阳性；11月11日，安德烈交给李某的鞋盒外表面核酸检测结果为双靶标弱阳性。李某的行为造成疫情严重传播危险，致使自身及其42名接触者被密山疾控部门集中隔离管控、多家商铺暂时停业封闭进行消杀处理。 |
| 大连某管理有限公司及三名主管人员     | 2022年1月，辽宁省大连经济技术开发区人民法院以妨害传染病防治罪判处大连某管理有限公司三名直接负责的主管人员4年9个月到3年3个月不等的有期徒刑，判处大连某管理有限公司予以人民币八十万元的处罚。一审宣判后，被告单位、被告人均不服，提出上诉。2022年4月，大连市中院对该案二审宣判，裁定驳回上诉，维持原判。2023年4月中旬，大连中院驳回了原审被告单位和两名原审被告人的申诉。 | 大连12·15疫情涉事企业和人员妨害传染病防治案：2020年11月中旬，载有进口冷链货品的某外籍货轮停靠大连港大窑湾码头。12月1日至12月12日，张某勇雇佣劳务人员对该外籍货轮上的进口冷链货品进行装卸搬运作业，并担任现场作业负责人。后经查证，涉事公司违反进港作业人员备案且持有7日核酸检测阴性报告的疫情防控规定，现场负责人张某勇虚增、篡改备案作业人员名单。在搬运作业中，该公司违反全程规范防护的要求，张某勇对作业人员疏于监管，致使作业人员存在未按要求佩戴隔离面罩、穿着防护服就餐等多项违规行为。在作业人员管理上，该公司未严格执行闭环管理规定，被告人付某军在受被告人付某浩指派给作业人员安排住宿旅店时，未将住宿人员从事进口冷链货品搬运和闭环管理的要求告知面向社会正常经营的旅店经营者。作业人员下班后经常出入人员密集的多个公共场所，导致社会生活小区多名居民、某商厦内多名商户和顾客感染。2020年12月15日发现受僱于被告单位的4例无症状感染者后，此轮疫情共发现确诊病例及无症状感染者83人。           |
| 杨某甲、杨某乙（均为缅甸籍）         | 2021年12月19日，云南省瑞丽市人民法院以偷越国（边）境罪、妨害传染病防治罪判处杨某甲有期徒刑2年10个月，并处罚金5000元；杨某乙有期徒刑2年4个月，并处罚金5000元；刑满后驱逐出境。 | 2020年期间，杨某甲先后五次从缅甸木姐至瑞丽往返偷渡，曾与丁某某在缅甸聚餐，此后丁某某确诊为无症状感染者。杨某甲后其与被告人杨某乙等人在其境外的家中共同生活十余天。8月30日，杨某甲在奥某某（另案处理）的组织下从缅甸偷渡进入瑞丽。其后杨某甲在医院就诊期间谎称自己长期住在瑞丽市从事化妆品销售工作。同年9月1日，杨某甲明知杨某乙已经有部分症状，便再次找到奥某某等人，让其安排杨某乙等人偷渡进入瑞丽。9月3日，杨某乙从境外偷渡进入瑞丽。杨某乙未执行疫情防控规定，隐瞒情况，拒绝接受疫情防控措施，并多次出入公共场所、乘坐公共交通工具，频繁在人员密集场所活动。9月10日，杨某乙以陈某某身份信息在当地医院进行核酸检测。9月12日，杨某乙被确诊感染。杨某甲、杨某乙违反疫情防控的一系列行为，造成了201名密切接触者集中医学隔离观察、瑞丽市全城封闭和居民居家隔离，市区全员开展核酸检测，市区营业场所停业，学校推迟开学等结果，给瑞丽市居民的生活、生产、工作、学习造成严重影响，致使瑞丽市的经济遭受损失。 |
| 济南某某国际贸易有限公司及李某甲等人 | 2021年6月4日，山东省济南市历城区人民法院以妨害传染病防治罪判处被告人李某甲等人七个月至十个月有期徒刑，判处某某公司罚金五万元。 | 2020年11月7日凌晨4时，某某公司自国外采购的一批冷链牛肉制品到达济南，李某甲指使、纵容李某乙伪造核酸检测报告。之后该批次冷链牛肉制品陆续违规售出。其中90件在销往济宁市梁山县后，经当地疾病预防控制部门检测，发现其中1件冷冻牛肉外包装新冠病毒检测呈阳性，梁山县随即封存该批次的肉制品。济南、济宁多地为该批次冷链牛肉制品的封存回收、产品核酸检测、人员隔离管控采取了一系列措施，除对冷库内存储的冷链食品全部封存并进行检测外，还对相关从业人员及周边群众进行了隔离。 |
| 马某、冶某某、冶某某某               | 2022年6月13日，青海省西宁市城东区人民法院一审宣判，对被告人马某以犯妨害传染病防治罪，判处有期徒刑3年；对被告人冶某某以犯妨害传染病防治罪，判处有期徒刑1年，缓刑2年；对被告人冶某某某以犯妨害传染病防治罪，免予刑事处罚。 | 2022年3月30日，马某、冶某某、冶某某某驾车从上海出发前往西宁。4月1日抵宁后，三人未按规定第一时间向社区报备，擅自离家外出购物，前往某餐馆聚餐，又至马某父母家中与亲友聚会。后向社区报备时，隐瞒在沪、在青旅居史及与抗原检测异常人员密切接触史。次日，马某等五人核酸检测结果呈阳性，后均确诊感染，引发疫情传播，致124人感染。 |
| 黎某                                 | 2020年10月，北京一法院以妨害传染病防治罪，判处黎某有期徒刑1年，缓刑1年。 | 2020年3月13日，北京报告1例从美国输入的确诊病例黎某。其在美期间已出现发热、咳嗽等症状，在美国登机前曾服用退烧药。航班起飞一小时之后向乘务员自述未服用药品，降落前两小时坦白自身情况。3月16日，黎某被顺义区公安分局以涉嫌妨害传染病防治罪，对黎某立案侦查。 |

##### 其他状态案件
以下为“乙类甲管”期间，当事人已被检察机关批准逮捕，且未有公开披露判决结果或未进入审判程序，具有一定影响的案件。
| 涉案主体           | 最后披露状态 | 情节描述 |
| ------------------ | --- | --- |
| 缪某某、汪某某等人 | 2021年11月22日，侦查机关以缪某某等6人涉嫌妨害传染病防治罪提请批准逮捕。12月11日，镇江市润州区人民检察院依法对缪某某等5人批准逮捕，对因身体状况不适宜羁押的犯罪嫌疑人张某某作出不批准逮捕决定。 | 2021年7月10日，国航CA910次航班从莫斯科谢列梅捷沃国际机场抵达南京禄口机场，一乘客于某出现症状。航班入境后即开展消毒和客舱保洁工作。由于某卫生公司消毒人员消毒操作不规范，导致客舱内病毒未能彻底杀灭。在保洁过程中，出现保洁人员操作不规范问题，导致保洁人员接触并感染病毒。随后，因某环境公司将国际、国内航班保洁人员混岗混流，共用摆渡车、休息室，导致病毒在该公司保洁人员之间传播。2021年7月12日、7月13日，某环境公司保洁人员在例行核酸检测中漏检16人，其中有6人感染病毒；7月15日至7月19日，某环境公司5名保洁员先后出现发热、咳嗽、咽痛、乏力等症状前往医院就诊，唐某某对上述情况均不掌握，导致感染者未被第一时间发现，病毒进一步向社会传播。禄口机场疫情在江苏省内的南京市、扬州市等地出现大规模感染。 |
| 毛某宁             | 2022年2月21日，扬州市公安机关以毛某宁涉嫌妨害传染病防治罪提请批准逮捕；2月27日，检察机关对其批准逮捕。                                                                                         | 毛某宁是南京江宁区禄口街道居民。2021年7月16日至20日，毛某宁多次在当地某棋牌室打牌，一同打牌的有多名禄口机场的清洁工作人员。7月20日23时始，毛某宁认为不可能感染病毒，拒绝参加核酸检测。7月21日，毛某宁擅自离开已采取封控管理措施的南京居住地出发前往扬州。毛某宁被车站工作人员告知扬州疫情防控相关要求，后乘坐公交车，到其姐姐毛某亚（住邗江区双桥街道念四新村）家中。毛某宁在扬州期间，未采取防护措施打牌、购物，且未向扬州当地社区报备。后因病情加重，前往社区卫生站就诊。因社区卫生站不接受发热患者，自行前往扬州友好医院就诊。其后毛某宁故意隐瞒南京中风险地区旅居史，谎称在一个月前即从南京至扬州，并否认有发热、咳嗽等症状，后于7月28日确诊。                                                       |
| 曾某某             | 2022年3月29日，莆田市涵江区公安机关以涉嫌妨害传染病防治罪对曾某某立案侦查，3月30日对其采取取保候审强制措施。                                                                                   | 2022年3月15日，曾某某从宁波前往上海，帮助在菜市场的同乡贩卖蚕豆。3月25日，曾某某出现症状，自行去药店购买感冒药服用。3月27日，曾某某前往医院进行单采核酸检测。3月28日上午8时许，曾某某接到其核酸检测出现异常的电话通知核酸复查，在明知可能已感染病毒的情况下，于28日上午购票乘D3205次动车离开上海到达莆田站，后乘坐网约车回家，造成其乘坐的动车同车厢外省市201人密接，在莆田导致其妻子李某、网约车司机赵某感染病毒、10人密接、47人次密接的严重后果。 |
| 王某某             | 2022年2月24日，忻州市公安局直属分局以涉嫌妨害传染病防治罪对王某某立案侦查。 | 王某某系呼和浩特市某文化传媒有限公司销售员，负责教辅书籍的推广销售工作。2022年2月12日，王某某与其母亲在呼和浩特某酒店参加生日宴会。2月19日，王某某由呼和浩特自驾，先后到太原、忻州两地，并多次到人员密集场所停留、活动。2月22日，王某某被确诊。疾控部门工作人员在向其核实情况时，王某某没有如实报告行程，导致太原市5名学生感染。王某某被确诊后，太原市、忻州市四千余人被集中隔离、多个区域被封控、多处场所被管控。 |
| 冯某某             | 2022年3月12日，烟台市港航公安局以涉嫌妨害传染病防治罪对冯某某立案侦查，3月18日对其采取取保候审强制措施。4月11日移送检察机关审查起诉。                                                          | 2022年2月7日起，冯某某被烟台市某人力资源公司派遣至烟台某国际集装箱码头负责“A轮”外轮集装箱装卸工作。3月8日、10日，冯某某违反疫情防控规定外出活动。3月10日，冯某某在公司进行核酸检测，3月12日经疾控中心复核为阳性。另外“A轮”货轮经船员及外环境采样、检测，发现1管轮船环境标本核酸检测结果为阳性。冯某某的行为妨害了疫情防控秩序，导致其居住场所、活动轨迹涉及的重点场所共计4处点位被封控管理并进行终末消毒，其密接、次密接及其他重点人员200人被隔离管控。因其密接涉及小学和幼儿园，对121名师生同住人参照次密接管理。 |
| 王某某             | 2022年5月6日，郑州市二七区新冠肺炎疫情防控指挥部发布消息称，王某某涉嫌妨害传染病防治罪，被郑州市公安局二七分局立案侦查。                                                                       | 王某某是郑州大学南校区音乐学院2021级学生。2022年5月1日、2日，王某某与同校男友违反校规与男友外出。此后王某某让室友代做核酸检测，未如实报告与其他感染者的轨迹交合情况。5月5日出现发热症状，当日初筛为阳性。其妨害传染病防治的行为导致郑州大学南校区5000人被隔离，1000名师生需要转运至焦作市异地隔离。北区学生因为去过南区，也在凌晨被带去体育馆隔离。王某某后因违反法律规定，被校方自动开除。 |
| 肖某、邓某康       | 2022年2月16日，湖南省郴州市公安局北湖分局通报，肖某、邓某康因涉嫌妨害传染病防治罪等罪名被公安机关立案侦查。                                                                                    | 2022年2月14日，肖某、邓某康从香港坐船偷渡入境珠海，尔后利用提前准备的车辆和手机经高速公路进入郴州。该次事件导致当地学校暂缓开学，北湖區暂停公眾聚集性活動。 |